# アウトバーン 59
アウトバーン 59（ドイツ語: Bundesautobahn 59, BAB 59 または A 59）はドイツの高速道路、アウトバーンの一路線である。
北のデュースブルクから南のボンまで69 kmの路線を持つ地方道路である。
3つの区間に分断されている。それは以下の通りである。
- 北部区間：デュースブルク市内の都市高速道路
- 中部区間：デュッセルドルフ - ケルン北部
- 南部区間：ケルン南部 - ボン